# Szelti járás
A Szelti járás (oroszul Селтинский район [Szjeltyinszkij rajon], udmurtul Сьӧлта ёрос [Szjölta jorosz]) Oroszország egyik járása Udmurtföldön. Székhelye Szelti.

## Népesség
- 2002-ben 13 335 lakosa volt, melynek 57,8%-a udmurt, 40,2%-a orosz.
- 2010-ben 11 368 lakosa volt, melyből 6 284 fő udmurt, 4 854 orosz stb.